# The Empty Cradle
The Empty Cradle: How Falling Birthrates Threaten World Prosperity (And What To Do About It) é um livro de 2004 de Phillip Longman, da New America Foundation, sobre o declínio das taxas de natalidade em todo o mundo, os desafios que Longman acredita que o acompanharão e as estratégias para superá-lo. esses desafios. 

## Recepção

### Aparições na mídia e entrevistas
Longman apareceu em um programa de rádio pública nacional Talk of the Nation debatendo Peter Kostmayer sobre a tese de seu livro. 

### Avaliações
Richard N. Cooper revisou o livro brevemente para Foreign Affairs, escrevendo que a preocupação de Longman com a queda das taxas de natalidade está em desacordo com as preocupações de muitas pessoas com a superpopulação e também observando que Longman acreditava que políticas governamentais específicas eram responsáveis pelas taxas de natalidade mais baixas. 
Spengler revisou o livro para o Asia Times, concluindo: "O leitor deve recorrer ao seu argumento de que a fé, não o cálculo pecuniário, motivará os futuros pais de hoje. O poder reprodutivo de um Estados Unidos cada vez mais cristão aumentará a posição estratégica dos Estados Unidos nas próximas duas gerações, deixando a infértil Europa Ocidental afundando lentamente na insignificância."
Albert Mohler, presidente do Southern Baptist Theological Seminary, revisou o livro em seu site pessoal. Ele concluiu: "Sua pesquisa certamente provocará debates ferozes e discussões acaloradas. Em última análise, não faz sentido que aqueles que veem os filhos como presentes de Deus tenham mais filhos do que aqueles que os veem como unidades de custo econômico? Como alguém poderia se surpreender?" 
Bill Muehlenberg revisou o livro em seu próprio blog. 